# Galerija stropa Sikstinske kapele
Strop Sikstinske kapele, ki ga je Michelangelo naslikal med letoma 1508 in 1512, je eno najbolj znanih umetnin visoke renesanse. Osrednji del stropne dekoracije je devet prizorov z  Zgodbami iz Geneze, od katerih je najbolj znana Stvarjenje Adama, Božja in Adamova roka pa sta reproducirani v neštetih posnemanjih. Kompleksna zasnova vključuje več sklopov posameznih figur, tako oblečenih kot golih, kar je Michelangelu omogočilo, da v celoti pokaže svojo spretnost pri ustvarjanju ogromne raznolikosti poz za človeško postavo, od takrat pa je za druge umetnike zagotovil izjemno vplivno knjigo vzorcev za druge umetnike.

## Galerija

### Svetopisemske pripovedi
Na sredini stropa je devet prizorov, ki prikazujejo zgodbo o stvarjenju, padec človeka in zgodbo o Noetu, kot je zapisano v knjigi Geneze.
- Prvi dan stvarstva Bog loči svetlobo od teme. To je bila zadnja pripoved, ki jo je treba naslikati.
- Detajl Božje figure, ki jo je Michelangelo naslikal v enem dnevu in lahko predstavlja Michelangela samega, ki slika strop.
- Na levi strani Bog ustvari Zemljo, na desni pa Bog ustvari Sonce, ki osvetljuje dan in Luno, da osvetli noč.
- Bog ločuje vode od nebes. (Kontekst)
- Ločevanje voda. (Podrobnosti)
- Stvarjenje Adama prikazuje Boga, ki daje življenje prvemu možu, medtem ko Eva, prva ženska, gleda izpod plašča.
- Detajl Boga iz Stvarjenja Adama
- Stvarjenje Eve temelji na skulpturi v Bologni.
- Padec Adama in Eve in njun izgon iz rajskega vrta. Dve epizodi sta združeni v en okvir.
- Noetova pijanost
- Noetova barka plava v ozadju, medtem ko se ljudje trudijo pobegniti iz naraščajoče vode Vesoljnega potopa.
- Detajl s prizorišča velike poplave.
- Noetovo žrtvovanje po potopu (v kontekstu pred obnovo). Nekateri menijo, da ta slika predstavlja Kajnovo in Abelovo žrtvovanje.
- Žrtvovanje Noeta. (Po obnovi. Detajl)

### Preroki in Sibile
Izraelski preroki in Sibile poganskega sveta so napovedovali prihod Mesije. Michelangelo je oboje vključil kot znak, da naj bi Mesija (Jezus Kristus) prišel ne samo za Jude, ampak tudi za pogane (nejudovske ljudi).
- Daniel
- Joel
- Zaharija
- Jeremija objokuje padec Jeruzalema.
- Ezekiel sliši Gospodovo besedo.
- prerok Izaija
- prerok Jona
- Kumajska Sibila
- Eritrejska Sibila
- Perzijska Sibila
- Delfska Sibila
- Libijska Sibila
- Detajl Delfske Sibile

### Pendantivi
Štirje vogalni pendantivi prikazujejo nasilne epizode, v katerih so bili Izraelci rešeni pred sovražniki ali lastnimi grešnimi potmi.
- Bronasta kača
- Hamanova kazen
- David in Goljat
- Judita in Holofern

### Predniki
Jezusovi predniki so navedeni v svetopisemskih knjigah Mateja in Luke. To je prva znana velika poslikana serija, čeprav so bile pogosto prikazane v vitražih. Oglejte si Jessejevo drevo. Čeprav ima vsaka slika naslov, likov ni mogoče prepoznati pozitivno.
- Ahim / Eliud
- Aminadab
- Asa / Jehosafat / Joram
- Azor / Sadoh
- Eleazar / Matan
- Hezekija / Manaseh / Amon
- Jakob / Jožef
- Jese / David / Solomon
- Josiah / Jechoniah / Sheatiel
- Naason
- Rehoboam / Abijah
- Salmon / Boaz / Obed
- Uzziah / Jotam / Ahaz
- Zerubbabel / Abiud / Eliakim
- Detajl Ahima v luneti.
- Detajl lunete: Asa, Jehosafata in  Jorama
- Detajl iz Eleazarjeve lunete
- Detajl Ezehija v luneti.
- Detajl Salmona v luneti.

### Spandreli
Nad okni je vrsta družin z majhnimi otroki. Otroci lahko predstavljajo določene otroke, omenjene v Svetem pismu, na primer Izaka in Samuela. Sestava mnogih slik je podobna tisti, ki jo najdemo na upodobitvah Svete družine, ki počiva na begu v Egipt.
- V Salmonovem spandrelu ženska izdeluje oblačilo, medtem ko njen otrok gleda.
- V Oziasovem spandrelu se otrok trudi dojiti izčrpano mater, ki v roki stiska okrogel hlebec.
- Jesejev spandrel, pred obnovo
- Jesejev spandrel, po obnovi. V tem spandrelu gleda mlada ženska, ki bi lahko predstavljala Devico Marijo, s preroškim izrazom. Podrobnosti njenih oči so bile odstranjene pri nedavni restavraciji.
- Ezekijev spandrel prikazuje majhnega otroka, ki gleda iz slike.

### Goli
Goli, ki obkrožajo pripovedne prizore, lahko kažejo popolnost človeštva ali pa predstavljajo angele. Pogosto so jih posnemali drugi umetniki.
- Noetovo pijanstvo

- Noetova žrtev
- Nad Eritrejsko Sibilo
- Desno od "Izaije"

- Stvarjenje Eve
- Nad Kumajsko Sibilo

- Razdvajanje vode
- Velika mišičavost spodnjega dela hrbta te figure nakazuje, da je bil kamnosek.

- Stvarjenje prvega dne
- Nad Jeremijo. Ta slika je ena najbolj reproduciranih na stropu.
- Nad Libbijsko Sibilo

### Ščiti
Ščiti predstavljajo nasilne epizode v zgodovini Izraela.
- Urijeva smrt
- Detajl Baalovega idola